# Giovanni Galeati
Giovanni Galeati (Castel Bolognese, 18 febbraio 1901 – Bologna, 7 gennaio 1959) è stato un arbitro di calcio italiano.

## Carriera
Dopo una discreta carriera da calciatore, terminata nel 1928 per via di un infortunio, Galeati si iscrive al corso arbitri CITA presso il Gruppo Arbitri Bolognesi «G. Sarto» di Bologna, e comincia l'attività che lo avrebbe portato a diventare uno dei più importanti arbitri italiani e mondiali degli anni quaranta.
Nel 1935 si colloca il suo debutto in serie A, in occasione della partita Sampierdarenese-Bari, la prima delle 243 presenze che il romagnolo avrebbe collezionato nella massima divisione.

L'arbitro Galeati impartisce le dovute istruzioni ai capitani di Genoa-Napoli (25 febbraio 1951).

Nel 1942 Galeati conquista un doppio riconoscimento. Prima dirige la finale-ripetizione di Coppa Italia tra Juventus e Milano, e pochi mesi dopo gli viene assegnato il prestigioso premio alla carriera voluto dall'ex presidente del CITA Giovanni Mauro, premio dato al miglior fischietto di ogni stagione calcistica.
Nel 1946 si guadagna i galloni da internazionale e così, nel 1950, ha tutte le carte in regola per essere convocato, assieme al connazionale Generoso Dattilo, al Mondiale in Brasile. Qui dirige ben tre incontri, ovvero Jugoslavia-Svizzera, Spagna-Inghilterra ed infine, nel girone finale, Uruguay-Svezia.
Nel 1951 è chiamato ancora una volta in trasferta in Brasile, per dirigere nell'ambito del torneo per club internazionale denominato «Copa Rio» la partita Nacional Montevideo-Sporting Lisbona a Rio de Janeiro.
Proprio nel 1951 viene posto termine alla sua attività arbitrale, per raggiunti limiti d'età, dopo aver arbitrato 208 gare di Serie A e 12 internazionali.
Prima della prematura scomparsa, avvenuta nel 1959, ricoprì dal 1952 al 1954 la carica di Presidente della Sezione A.I.A. di Bologna. Dal 1951 al 1958 visionò decine di gare e di arbitri quale Commissario di campo e Commissario speciale.
Venne ricordato dal Corriere dello Sport come il «clinico di grande fama chiamato al capezzale delle partite scorbutiche».

## Curiosità
Poco prima del calcio d'inizio della partita Jugoslavia-Svizzera in programma il 25 giugno 1950 presso lo stadio Independencia di Belo Horizonte e valida per la fase a gironi (gruppo 1) del Campionato mondiale di calcio 1950, Galeati si accorse che mancavano le quattro bandierine degli angoli e che, al fine di aumentare la capienza dello stadio, l'organizzazione aveva aggiunto una prima fila di sedute a ridosso delle fasce laterali. Il fischietto romagnolo mise tutto debitamente a referto e provvedette a far sgomberare il campo e a far apporre ai quattro angoli le regolari bandierine.